# Gouvernement Fukuda
Pour les articles homonymes, voir Fukuda.
État du Japon
90e cabinet
(Shinzō Abe) 92e cabinet
(Tarō Asō)
Le gouvernement Yasuo Fukuda (福田 康夫 内閣, Fukuda Yasuo Naikaku) est le 91e cabinet (第91代 内閣, dai-kyū-jū-ichi-dai Naikaku) du Japon, nommé le 25 septembre 2007 par le nouveau Premier ministre Yasuo Fukuda et officiellement investi par l'Empereur dès le lendemain. Sur les dix-sept membres de ce cabinet, quinze faisaient déjà partie du précédent gouvernement du Premier ministre Shinzō Abe.
Un important remaniement ministériel, 13 ministres sur 17 faisant alors leur entrée dans le gouvernement, a été décidé le 1er août 2008 par le Premier ministre comme un ultime recours pour couper court à son impopularité. Ce nouveau cabinet a été officiellement mis en place au palais impérial le 2 août 2008. Yasuo Fukuda décide finalement de démissionner le 1er septembre 2008, et son gouvernement prend donc fin le 24 septembre 2008 au profit du 92e cabinet du Japon dirigé par Tarō Asō.

## Composition

### Premier ministre
| fonction         | Personnalité | Parti | Faction     | Diète        | Circonscription                   |
| ---------------- | ------------ | ----- | ----------- | ------------ | --------------------------------- |
| Premier ministre | Yasuo Fukuda | PLD   | (Machimura) | Représentant | Préfecture de Gunma (4e district) |

### Ministres d'État(du26 septembre 2007au1eraoût 2008)
Les ministres maintenus à leur poste sont indiqués en gras, et ceux déjà présents dans le précédent gouvernement mais ayant changé d'attribution en italique.

#### Ministres, chefs d'un ministère
| fonction | Personnalité          | Parti   | Faction   | Diète        | Circonscription           |
| --- | --------------------- | ------- | --------- | ------------ | ------------------------- |
| Ministre des Affaires intérieures et des Communications également chargé de la Décentralisation, de la Revitalisation et du Gouvernement régional et de la Privatisation de la Poste | Hiroya Masuda         | -       | -         | -            | -                         |
| Ministre de la Justice | Kunio Hatoyama        | PLD     | Tsushima  | Représentant | Fukuoka (6e district)     |
| Ministre des Affaires étrangères | Masahiko Kōmura       | PLD     | Kōmura    | Représentant | Yamaguchi (1er district)  |
| Ministre des Finances | Fukushiro Nukaga      | PLD     | Tsushima  | Représentant | Ibaraki (2e district)     |
| Ministre de l'Éducation, de la Culture, des Sports, des Sciences et de la Technologie                                                                                                | Kisaburō Tokai        | PLD     | Yamasaki  | Représentant | Hyōgo (10e district)      |
| Ministre de la Santé, du Travail et des Affaires sociales | Yōichi Masuzoe        | PLD     | -         | Conseiller   | Proportionnelle nationale |
| Ministre de l'Agriculture, des Forêts et de la Pêche | Masatoshi Wakabayashi | PLD     | Machimura | Conseiller   | Nagano                    |
| Ministre de l'Économie, du Commerce et de l'Industrie | Akira Amari           | PLD     | Yamasaki  | Représentant | Kanagawa (13e district)   |
| Ministre du Territoire, des Infrastructures et des Transports également ministre au Tourisme et aux Affaires maritimes                                                               | Tetsuzō Fuyushiba     | Kōmeitō | -         | Représentant | Hyōgo (8e district)       |
| Ministre de l'Environnement également chargé des Problèmes environnementaux mondiaux                                                                                                 | Ichirō Kamoshita      | PLD     | Tsushima  | Représentant | Tōkyō (13e district)      |
| Ministre de la Défense | Shigeru Ishiba        | PLD     | Tsushima  | Représentant | Tottori (1er district)    |

#### Chef du secrétariat et du bureau du Cabinet
| fonction                                                                   | Personnalité       | Parti | Faction   | Diète        | Circonscription        |
| -------------------------------------------------------------------------- | ------------------ | ----- | --------- | ------------ | ---------------------- |
| Secrétaire général du Cabinet également chargé du Problème des enlèvements | Nobutaka Machimura | PLD   | Machimura | Représentant | Hokkaidō (5e district) |

#### Ministres d'État ne dirigeant pas un ministère
| fonction | Personnalité     | Parti | Faction | Diète         | Circonscription           |
| --- | ---------------- | ----- | ------- | ------------- | ------------------------- |
| Ministre d'État, Président de la Commission nationale de sécurité publique également chargé des Situations d'urgence et de la Sécurité alimentaire                                                                                | Shin’ya Izumi    | PLD   | Nikai   | Conseiller    | Proportionnelle nationale |
| Ministre d'État pour Okinawa et les Territoires du Nord, la Politique scientifique et technologique, la Politique de qualité de la vie et la Réforme réglementaire également chargé des Consommateurs et de la Politique spatiale | Fumio Kishida    | PLD   | Koga    | Représentant  | Hiroshima (1er district)  |
| Ministre d'État pour les Services financiers et la Réforme administrative | Yoshimi Watanabe | PLD   | -       | Représentant  | Tochigi (3e district)     |
| Ministre d'État pour la Politique économique et fiscale | Hiroko Ōta       | -     | -       | -             | -                         |
| Ministre d'État pour l'Égalité des sexes et les Affaires sociales également chargé de la Gestion des rapports publics et des Archives nationales                                                                                  | Yōko Kamikawa    | PLD   | Koga    | Représentante | Shizuoka (1er district)   |

### Remaniement du1eraoût 2008
Le gouvernement Fukuda remanié est marqué par deux phénomènes :
- le renforcement du poids des factions, pourtant déjà très fort dans le précédent Cabinet, en son sein. En effet, désormais toutes les factions internes du PLD y sont représentées, contre 6 sur 8 précédemment. De plus, on y compte désormais 4 chefs de faction contre seulement 2 auparavant (outre Nobutaka Machimura et Masahiko Kōmura, déjà présents, il faut compter Bunmei Ibuki et Toshihiro Nikai). C'est là le signe de l'affaiblissement politique de Yasuo Fukuda au sein de son propre camp politique.
- le retour en force de figures emblématiques de la politique néo-libérale et réformatrice des anciens gouvernements de Jun'ichirō Koizumi, partisans d'une politique d'austérité afin de redresser le budget, notamment de Toshihiro Nikai et Kaoru Yosano qui retrouvent leurs portefeuilles respectifs de l'Économie, du Commerce et de l'Industrie pour le premier et de la politique économique et fiscale pour le second, mais aussi de l'ancien ministre des Finances emblématique des années Koizumi, Sadakazu Tanigaki, qui lui hérite du Territoire, des Infrastructures et des Transports. Beaucoup d'observateurs y voient là le signe de l'orientation de la politique économique du pays vers un plan de rigueur ainsi qu'un message adressé à la population afin de rompre l'image d'immobilisme gagné par le gouvernement après plusieurs mois de blocage institutionnel et le retour à des réformes plus actives[3],[4].

De plus, l'ancien rival de Yasuo Fukuda à la succession de Shinzō Abe en 2007 Tarō Asō est nommé Secrétaire général du PLD en remplacement de Bunmei Ibuki, et devient donc no 2 du parti, en position de force pour prendre la présidence du PLD dans le futur.
Les ministres maintenus à leur poste sont indiqués en gras.

#### Ministres, chefs d'un ministère
| fonction | Personnalité      | Parti   | Faction  | Diète        | Circonscription           |
| --- | ----------------- | ------- | -------- | ------------ | ------------------------- |
| Ministre des Affaires intérieures et des Communications également chargé de la Réforme régionale et de la Privatisation de la Poste | Hiroya Masuda     | -       | -        | -            | -                         |
| Ministre de la Justice | Okiharu Yasuoka   | PLD     | Yamasaki | Représentant | Kagoshima (1er district)  |
| Ministre des Affaires étrangères | Masahiko Kōmura   | PLD     | Kōmura   | Représentant | Yamaguchi (1er district)  |
| Ministre des Finances | Bunmei Ibuki      | PLD     | Ibuki    | Représentant | Kyōto (1er district)      |
| Ministre de l'Éducation, de la Culture, des Sports, des Sciences et de la Technologie                                               | Tsuneo Suzuki     | PLD     | Asō      | Représentant | Kanagawa (7e district)    |
| Ministre de la Santé, du Travail et des Affaires sociales                                                                           | Yōichi Masuzoe    | PLD     | -        | Conseiller   | Proportionnelle nationale |
| Ministre de l'Agriculture, des Forêts et de la Pêche                                                                                | Seiichi Ōta       | PLD     | Koga     | Représentant | Fukuoka (3e district)     |
| Ministre de l'Économie, du Commerce et de l'Industrie                                                                               | Toshihiro Nikai   | PLD     | Nikai    | Représentant | Wakayama (3e district)    |
| Ministre du Territoire, des Infrastructures et des Transports également ministre au Tourisme et aux Affaires maritimes              | Sadakazu Tanigaki | PLD     | Koga     | Représentant | Kyōto (5e district)       |
| Ministre de l'Environnement également chargé des Problèmes environnementaux mondiaux                                                | Tetsuo Saitō      | Kōmeitō | -        | Représentant | Chūgoku (proportionnelle) |
| Ministre de la Défense | Yoshimasa Hayashi | PLD     | Koga     | Conseiller   | Yamaguchi                 |

#### Chef du secrétariat et du bureau du Cabinet
| fonction                                                                   | Personnalité       | Parti | Faction   | Diète        | Circonscription        |
| -------------------------------------------------------------------------- | ------------------ | ----- | --------- | ------------ | ---------------------- |
| Secrétaire général du Cabinet également chargé du Problème des enlèvements | Nobutaka Machimura | PLD   | Machimura | Représentant | Hokkaidō (5e district) |

#### Ministres d'État ne dirigeant pas un ministère
| fonction | Personnalité      | Parti | Faction   | Diète         | Circonscription           |
| --- | ----------------- | ----- | --------- | ------------- | ------------------------- |
| Ministre d'État, Président de la Commission nationale de sécurité publique également chargé d'Okinawa et des Territoires du Nord ainsi que des Situations d'urgence | Motoo Hayashi     | PLD   | Yamasaki  | Représentant  | Chiba (10e district)      |
| Ministre d'État pour les Services financiers et la Réforme administrative                                                                                           | Toshimitsu Motegi | PLD   | Tsushima  | Représentant  | Tochigi (5e district)     |
| Ministre d'État pour la Politique économique et fiscale également chargé de la Dérèglementation                                                                     | Kaoru Yosano      | PLD   | -         | Représentant  | Tōkyō (1er district)      |
| Ministre d'État pour la Protection des Consommateurs, la Sécurité alimentaire, la Politique scientifique et technologique                                           | Seiko Noda        | PLD   | -         | Représentante | Gifu (1er district)       |
| Ministre d'État pour la Population, l'Égalité des sexes et la question des Enlèvements                                                                              | Kyoko Nakayama    | PLD   | Machimura | Conseillère   | Proportionnelle nationale |